# Johann Georg Faust

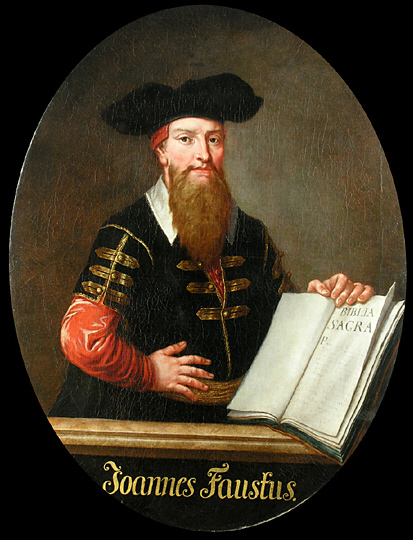
Retrato ideal de Faust.

Johann Georg Faust  (c. 1491 – c. 1541), también conocido como Georg Faust, fue un alquimista, mago y astrólogo itinerante del Renacimiento alemán. Falleció supuestamente en Staufen en 1541 debido a la explosión de un experimento alquímico.
Tras su muerte Georg Faust se convirtió en el germen del mito popular del doctor Fausto, transmitido a sucesivas generaciones por medio de folletos publicados por todo el Sacro Imperio Romano Germánico a partir de la década de 1580. Este mito fue adaptado a los escenarios varias veces, entre ellas por el británico Christopher Marlowe en su obra La trágica historia del doctor Fausto (1604). La tradición de publicar folletines populares sobre Fausto, conocidos como Faustbuch, sobrevivió  hasta bien entrado el siglo XVIII, y la leyenda fue adaptada de nuevo por Johann Wolfgang von Goethe en su Fausto (1808). A partir de ese momento, el mito de Fausto y del pacto faústico han tenido una presencia recurrente en las artes, por ejemplo en la obra del compositor Hector Berlioz La damnation de Faust (1846), o en la Sinfonía Fausto de Franz Liszt (1857).

## Fausto histórico
Debido a que la figura de Fausto se convirtió muy pronto en el sujeto de mitos y leyendas literarias, resulta muy difícil establecer hechos históricos de su vida. En el siglo XVII se llegó incluso a dudar de que jamás hubiera existido un Fausto histórico, y el personaje legendario fue relacionado con el famoso impresor de Maguncia Johann Fust (1400-1466). El prelado e historiador Johann Georg Neumann (1661-1709) fue el primero en estudiar el Fausto histórico en su obra Disquisitio historica de Fausto praestigiatore (1683), donde estableció la existencia histórica de Fausto con base en referencias contemporáneas.
Estas referencias históricas abarcan un período de más de 30 años, con dos posibles fechas de nacimiento (1466 y 1480-1491), dos nombres de pila diferentes (Georg y Johann), dos ciudades de nacimiento (Knittlingen y Heidelberg/Helmstett). Por ello se ha sugerido que podrían haber existido dos Faustos históricos, con el primero, Georg, activo entre 1505 y 1515, y otro, Johann, activo en la década de 1530. El sobrenombre Faustus, que significa feliz en latín, se lo habría dado a sí mismo, dado que la costumbre onomástica contemporánea era la de tomar por apellido el nombre del lugar de origen.
Los lugares de nacimiento posibles del Fausto histórico son Knittlingen (según Manlius, 1562), Helmstadt junto a Heidelberg, o Roda. Knittlingen alberga hoy en día un archivo y museo dedicado a Fausto. Baron (1978) y Ruickbie (2009) argumentan que Helmstadt es el lugar de origen más probable. Esto se debe a varias referencias contemporáneas. El archivo municipal de Ingolstadt alberga una carta fechada el 27 de junio de 1528 en la que se menciona a un Doctor Jörg Faustus von Haidlberg (Georg Faust de Heidelberg). Otras fuentes de esa época hablan de un Georgius Faustus Helmstet(ensis). Baron, buscando a alumnos originarios de Helmstadt en los archivos de la Universidad de Heidelberg, encontró la matrícula de un tal Georgius Helmstetter, matriculado entre 1483 y 1487, al que se concedió el título de bachiller el 12 de julio de 1484 y el de Magister Artium el 1 de marzo de 1487. Esto apoyaría asimismo que la fecha de nacimiento más factibles de Fausto fuera 1466 y no 1480-81. 
Las menciones históricas de un cierto astrólogo y alquimista operando en Alemania bajo el sobrenombre comienzan en la primera década del siglo XVI. En 1506 existen registros que mencionan a un tal Fausto ejerciendo de astrólogo y mago en Gelnhausen. El abad Johannes Trithemius escribió al astrólogo alemán Johannes Virdung: 
Cuando regresé el año pasado del Margraviato de Brandeburgo encontré a este hombre cerca de la ciudad Gelnhausen donde me contaron en el albergue una gran cantidad de inutilidades practicadas por él con gran insolencia. Cuando se enteró de mi presencia huyó inmediatamente del albergue y nadie consiguió persuadirle a presentarse a mí. También recordamos que nos envió por un ciudadano el registro escrito de su estupidez que él te dio. En esa ciudad me dijeron clérigos que dijo en presencia de muchos que hubiese alcanzado un conocimiento y una memoria tan grande de toda sabiduría que, si todas las obras de Platón y Aristóteles con toda su filosofía hubiesen sido perdidos por completo de la memoria de los hombres, le gustaría reconstituir todo con su genio como un segundo hebreo Esdras y aún más preciso. Como más tarde me encontré en Espira, llegó a Wurzburgo y dicen que ahí se vanaglorió en presencia de muchas personas con la misma arrogancia que los milagros de nuestro Salvador Cristo no son sorprendentes del todo; que él podría hacer todo lo que Cristo había hecho tan a menudo y cuando él quería. En la Cuaresma de este año llegó a Kreuznach donde se enorgulleció de la misma manera jactanciosa de cosas gigantescas y dijo que en la alquimia de todos los que jamás estarían él es el más perfecto y sabía y podía hacer todo lo que la gente desease. Durante este tiempo, la plaza de director de la escuela en la ciudad mencionada estaba vacante y le fue transferido bajo intervención de Franz von Sickingen, el mayordomo de tu príncipe, un hombre muy ansioso de cosas místicas. Pero pronto comenzó a abusar infamemente a chicos y, cuando el asunto salió a la luz, huyó para escapar de la condena inminente.
Durante los siguientes 30 años existen numerosos registros de talante similar por todo el sur de Alemania. El tal Fausto se presentaba como médico, doctor de filosofía, alquimista, mago y astrólogo, y era frecuentemente acusado de ser un fraude. La Iglesia lo denunciaba por blasfemo y estar en liga con el demonio. 
El humanista Mutianus Rufus escribió en 1513 en una carta: «Hace ocho días llegó a Érfurt un quiromántico llamado Georgius Faustus Helmitheus Hedelbergensis, simplemente un fanfarrón y un bufón. Su arte, al igual que la de todos los adivinos, es vana y su fisiognomía es más ligera que la de una araña de agua. Los estúpidos están llenos de admiración. Contra él deberían levantarse los teólogos en vez de tratar de destruir al filósofo Reuchlin. Le oí parlotear en la fonda, pero no he castigado su arrogancia, pues ¿que me importa la locura de otros?»
El 23 de febrero de 1520, Fausto estaba en Bamberg, donde elaboró un horóscopo para el obispo y la corporación municipal, por el que recibió la suma de 10 florines.
En 1528 Fausto visitó Ingolstadt, de donde fue expulsado poco después. En 1532 reaparece tratando de acceder a la ciudad de Nuremberg, donde una nota del burgomaestre de la ciudad afirma que «se le denegó salvoconducto al gran nigromante y sodomita Doctor Faustus» (Doctor Faustus, dem großen Sodomiten und Nigromantico in furt glait ablainen). Posteriores referencias ofrecen una visión más positiva de Fausto. El catedrático de Tübingen Joachim Camerarius se refirió a Fausto en 1536 como un astrólogo respetable, y el médico Philipp Begardi de Worms alabó en 1539 sus conocimientos médicos. La última fecha en la que se le menciona con vida es el 25 de junio de 1535, cuando se le menciona como presente en Münster durante la Rebelión Anabaptista.
Se cree que Fausto murió entre 1540 o 1541. Supuestamente, falleció en una explosión durante un experimento alquímico en el «Hotel zum Löwen» de la ciudad de Staufen. Su cadáver habría sido hallado «gravemente mutilado», lo que sus enemigos y detractores interpretaron como prueba de que el propio demonio había venido a recogerlo.
En 1548 el teólogo Johann Gast afirmó que Fausto había sufrido una muerte terrible, y que su rostro siempre se volvía de cara al suelo pese a que fue puesto boca arriba varias veces. Gast afirmó haber conocido a Fausto en una posada de Basilea, y que durante su reunión con él Fausto había ofrecido al cocinero un ave de corral extraña. Según Gast, Fausto siempre viajaba acompañado de un perro y de un caballo, y se rumoreaba que el perro a veces se transformaba en su sirviente.
Johannes Manlius, usando las notas de Melanchthon, publicó otro relato póstumo sobre Fausto en su Locorum communium collectanea de 1562. Según Manlius, Johannes Faustus era un conocido de Melanchthon, y habría estudiado en Cracovia. El relato de Manlius está lleno de elementos legendarios, por lo que no puede ser tomado al pie de la letra. Según Manlius, Fausto afirmaba que las victorias del emperador alemán en Italia fueron debidas a su intervención mágica. En Venecia, habría intentando volar, pero el propio diablo le habría cortado las alas. Johannes Wier, en De prestigiis daemonum (1568) afirmó que Fausto fue arrestado en Batenburg porque había recomendado a un capellán local llamado Dorstenius que usara arsénico para librarse de su barba. Dorstenius habría cubierto su rostro con arsénico, con lo que perdió no solo su barba pero también buena parte de su piel. Wier afirma que escuchó esta anécdota de mano de la propia víctima. Philipp Camerarius en 1602 todavía afirmaba haber escuchado relatos sobre Fausto de mano de gente que afirmaba haberlo conocido en persona, pero a raíz de la publicación del primer Faustbuch (folleto con leyendas sobre Fausto), resulta muy difícil separar realidad de leyenda.

## Obras atribuidas
Existen varios grimorios o tratados alquímicos atribuidos a Fausto, algunos de los cuales llevan fechas de publicación artificialmente datadas en '1540', '1501', '1510', etc, y algunos incluso con fechas excesivamente tempranas como '1405' y '1469'. El único tratado publicado con certeza durante su vida es el «Doctor Faustens dreyfacher Höllenzwang», publicado en Roma en 1501. Otros grimorios atribuidos a Fausto serían:
- 1501 Doctor Faustens dreyfacher Höllenzwang (Roma 1501,  Engel (1885) no. 335)
- 1501  Geister-Commando (Tabellae Rabellinae Geister Commando id est Magiae Albae et Nigrae Citatio Generalis), Roma (reimpreso Scheible 1849, ARW, "Moonchild-Edition" 3, Munich 1977)
- 1501 D.Faustus vierfacher Höllen-Zwang (Rome 1501, Engel (1885) no. 336; reimpreso Scheible 1849, ARW "Moonchild-Edition" 4, Munich 1976, 1977)
- 1505 Doctoris Johannis Fausti Cabalae Nigrae (Passau 1505,  Engel (1885) no. 337; reimpreso Scheible 1849, ARW "Moonchild-Edition" 2, Munich 1976, 1977)
- 1510 The black stair of Doctor John Faust London, Engel (1885) no. 343.
- 1520 Fausts dreifacher Höllenzwang (D.Faustus Magus Maximus Kundlingensis Original Dreyfacher Höllenzwang id est Die Ägyptische Schwarzkunst), "Egyptian Nigromancy, magical seals for the invocation of seven spirits. (reimpreso ARW "Moonchild-Edition" 3, Munich 1976, 1977)
- 1524 Johannis Fausti Manual Höllenzwang (Wittenberg 1524 reimpreso Scheible 1849, ARW "Moonchild-Edition" 6, Munich 1976, 1977)
- 1527 Praxis Magia Faustiana, (Passau, reimpreso Scheible 1849, ARW "Moonchild-Edition" 4, Munich 1976, 1977;)
- 1540, Fausti Höllenzwang oder Mirakul-Kunst und Wunder-Buch (Wittenberg 1540, reimpreso Scheible 1849, ARW "Moonchild-Edition" 4, Munich 1976, 1977)
- Doctor Fausts großer und gewaltiger Höllenzwang (Praga, reimpreso ARW "Moonchild-Edition" 7, Munich 1977)
- 1669? Dr. Johann Faustens Miracul-Kunst- und Wunder-Buch oder der schwarze Rabe auch der Dreifache Höllenzwang genannt (Lyon M.C.D.XXXXXXIX, reimpreso ARW "Moonchild-Edition" 7, Munich 1977)
- D.I.Fausti Schwartzer Rabe (sin fecha, siglo XVI, reimpreso Scheible 1849, ARW, "Moonchild-Edition" 3, Munich 1976, 1977)
- 1692 Doctor Faust's großer und gewaltiger Meergeist, worinn Lucifer und drey Meergeister um Schätze aus den Gewässern zu holen, beschworen werden (Ámsterdam, reimpreso ARW "Moonchild-Edition" 1, Munich 1977)

## Faust en las leyendas y en la literatura
El Historia von D. Johann Fausten impreso por Johann Spies en 1587, un panfleto alemán sobre los pecados de Faust, se encuentra al comienzo de la tradición literaria del personaje de Faust. Fue traducido al inglés en 1587, donde atrajo la atención de Christopher Marlowe. La obra de Marlowe La trágica historia del doctor Fausto de 1589 muestra a Fausto como el adepto arquetípico de la magia del renacimiento. En el siglo XVII, el trabajo de Marlowe se reintrodujo en Alemania en la forma de obras de teatro populares, que con el tiempo redujeron a Fausto a una simple figura cómica para la diversión popular. Entretanto, el panfleto de Spies era editado y citado por G. R. Widmann y Nikolaus Pfitzer y fue finalmente vuelto a publicar anónimamente en la manera modernizada de comienzos del siglo XVIII con el nombre de Faustbuch des Christlich Meynenden. Esta edición se hizo ampliamente conocida y fue leída por Goethe en su juventud. De acuerdo con Richard Stecher, esta versión es una narración de un joven llamado Johann Fausto, hijo de un campesino, que estudia teología en Wittenberg, además de medicina, astrología y «otras artes mágicas». Su ilimitado deseo de conocimiento le lleva a conjurar al diablo en un bosque cercano a Wittenberg, quien se le aparecen en forma de un franciscano conventual que dice llamarse Mefistófeles. 
Fausto hace un pacto con el diablo, ofreciendo su alma a cambio de 24 años de servicio. El diablo crea un sirviente (famulus) de nombre Christoph Wagner y un poodle, Prästigiar, para que acompañen a Fausto en su aventura. Fausto se embarcan entonces en una vida de placeres. En Leipzig, sale del restaurante de Auerbachs Keller montado en un barril. En Erfurt saca vino de una mesa. Visita al Papa en Roma, al Sultán en Constantinopla y al Káiser en Innsbruck. Tras 16 años, empieza a lamentar su pacto y quiere cancelarlo, pero el diablo lo persuade a renovarlo, haciendo aparecer a Helena de Troya, con quien Fausto tiene un hijo llamado Justus. Al final de los 24 años, "Satanás, jefe de los diablos" aparece y anuncia la muerte de Fausto en la noche. Fausto tiene una «última cena» en Rimlich donde se despide de sus amigos y les aconseja arrepentirse y ser piadosos. A medianoche se escucha un fuerte ruido en el cuarto de Fausto y en la mañana las paredes y pisos aparecen llenas de sangre y sesos, los ojos de Fausto yaciendo en el suelo y su cadáver en el patio. 
Entre las apariciones de la leyenda de Fausto entre los siglos XVI  y XVIII se encuentran:
- Johann Spies: Historia von D. Johann Fausten (1587)
- Das Wagnerbuch von (1593)
- Das Widmann'sche Faustbuch von (1599)
- Dr. Fausts großer und gewaltiger Höllenzwang (Frankfurt 1609)
- Dr. Johannes Faust, Magia naturalis et innaturalis (Passau 1612)
- Das Pfitzer'sche Faustbuch (1674)
- Dr. Fausts großer und gewaltiger Meergeist (Ámsterdam 1692)
- Das Wagnerbuch (1714)
- Faustbuch des Christlich Meynenden (1725)